# Było, minęło
Było, minęło (zapis stylizowany: było, minęło) – trzeci singel polskiej piosenkarki Sanah z jej piątego albumu studyjnego, zatytułowanego Kaprysy. Singel został wydany 13 czerwca 2024.
Kompozycja znalazła się na 1. miejscu listy OLiA, najczęściej odtwarzanych utworów w polskich rozgłośniach radiowych. Nagranie otrzymało w Polsce status diamentowego singla, przekraczając liczbę 250 tysięcy sprzedanych kopii.

## Geneza utworu i historia wydania
Utwór napisali i skomponowali Zuzanna Grabowska, Edward Leithead-Docherty i Thomas Martin Leithead-Docherty, który również odpowiada za produkcję utworu.
Singel ukazał się w formacie digital download 13 czerwca 2024 w Polsce za pośrednictwem wytwórni płytowej Magic Records w dystrybucji Universal Music Polska. Piosenka została umieszczona na piątym albumie studyjnym Sanah – Kaprysy.
18 lutego 2025 zaprezentowała piosenkę podczas gali Bestsellerów Empiku 2024.

## „Było, minęło” w stacjach radiowych
Nagranie było notowane na 1. miejscu w zestawieniu OLiA, najczęściej odtwarzanych utworów w polskich rozgłośniach radiowych.

## Teledysk
Do utworu powstał teledysk w reżyserii samej piosenkarki i Alana Kępskiego, który udostępniono w dniu premiery singla za pośrednictwem serwisu YouTube.

## Lista utworów
- Digital download[2]

1. „Było, minęło” – 3:27

## Notowania
| Kraj   | Lista (2024)             | Najwyższa pozycja |
| ------ | ------------------------ | ----------------- |
| Polska | Billboard Poland Songs   | 3                 |
| Polska | OLiS – single w streamie | 3                 |

| Kraj   | Lista (2024)                   | Najwyższa pozycja |
| ------ | ------------------------------ | ----------------- |
| Polska | OLiS – oficjalna lista airplay | 1                 |

| Kraj   | Lista (2024)                   | Pozycja |
| ------ | ------------------------------ | ------- |
| Polska | OLiS – single w streamie       | 18      |
| Polska | OLiS – oficjalna lista airplay | 17      |

## Certyfikaty
| Kraj          | Certyfikat       | Sprzedaż |
| ------------- | ---------------- | -------- |
| Polska (ZPAV) | diamentowa płyta | 250 000+ |

## Wyróżnienia
| Rok  | Konkurs                  | Kategoria                   | Rezultat    |
| ---- | ------------------------ | --------------------------- | ----------- |
| 2024 | Gorąca 100               | 100 największych hitów 2024 | 28. miejsce |
| 2024 | Przebój roku RMF FM 2024 | Przebój roku                | 3. miejsce  |